# اچ‌ام‌ای‌اس ویگیلانت
اچ‌ام‌ای‌اس ویگیلانت (به انگلیسی: HMAS Vigilant) یک کشتی بود که طول آن ۱۰۲ فوت (۳۱ متر) بود. این کشتی در سال ۱۹۳۸ ساخته شد.